# Palau na Letnich Igrzyskach Olimpijskich 2008

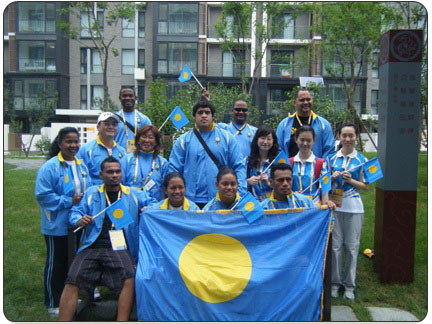
Reprezentacja Palau

Reprezentacja Palau na Letnich Igrzyskach Olimpijskich 2008 w Pekinie liczyła pięciu sportowców
Był to trzeci start reprezentacji tego kraju na letnich igrzyskach olimpijskich (nieprzerwanie od 2000 roku).

## Reprezentanci

### Zapasy
- kategoria do 55 kg w stylu klasycznym mężczyzn: Elgin Elwais – ostatnie, 19. miejsce (porażka 0-14 z Irańczykiem Hamidem Soryanem)[2]
- kategoria do 120 kg w stylu wolnym mężczyzn: Florian S. Temengil – odpadł w 1/8 finału (porażka 1-3 z Węgrem Ottem Aubelim)

### Lekkoatletyka
- bieg na 100 m mężczyzn: Jesse Tamangrow – odpadł w eliminacjach (74. czas)
- bieg na 100 m kobiet: Peoria Koshiba – odpadła w eliminacjach (74. czas)

### Pływanie
- 50 m stylem dowolnym kobiet: Amber Yobech – odpadła w eliminacjach (71. czas)